# مگس مدیترانه
مگس مدیترانه (نام علمی: Ceratitis capitata) نام یک گونه از تیره مگس‌های میوه است.
معرفی:
مگس میوه مدیترانه ای یکی از مهم ترین آفات درختان میوه در سراسر دنیا است. از پراکندگی آن از نظر جغرافیایی در مناطقی مانند آفریقا، جنوب اروپا و مناطق شبه قاره هند، غرب استرالیا،غرب آسیا و آمریکا وجود دارد.
محققان منشا این حشره را آمریکای جنوبی می دانند ولی با توجه سازگاری اکولوژیکی با آب و هوای منطقه غرب آسیا که موجب ازدیاد بیش از حد این حشره در این منطقه شده است با نام مگس میوه مدیترانه ای شناخته می  شود.  
این مگس با نشستن بر روی میوه ها به ویژه مرکبات، آنها را سوراخ کرده و در صورتی که انسان آن را بخورد موجب بروز بیماری به بدن خواهد شد. 
توصیه اکید به مصرف کنندگان مرکبات شده در صورت مشاهده سوراخ های مربوط به نیش این مگس، هرگز از آن میوه نخورید و آن را دور بیندازید.  